# Челябинский косяк
Челябинский косяк (синоним: «Косяк В.Белоусова — В.Колодяжного», встречается также «челябинское начало») — дебют в русских шашках. Разработан в Челябинской шашечной школе мастерами спорта И. Колодяжным и В. Белоусовым.
И. Мартынов, комментируя свою партию И. Мартынов- А.Гульба (полуфинал чемпионата Латвии среди мужчин по русским шашкам), назвал дебют 1.cb4 fg5 2.bc3 gh4 3.ef4 как  Челябинское начало и далее написал: «Идея этого хода принадлежит челябинским мастерам И.Колодяжному и В.Белоусову. Они провели анализ сложнейших вариантов после 3...ef6 с последующей связкой. Ранее в теории встречался аналогичный ход, но в иной редакции: 3.ab2 bc5 4.ef4. Здесь чёрные не могут осуществить связку, поскольку на 4...ef6 следует 5.fe5 с упрощениями. Теперь же игра может приобрести принципиально новое направление» (журнал «Шашки», Рига, № 6, 1986, С.5).
Пример партии:
1-st Internet World championship Sankt-Petersburg 64-russian classical (8x8), 01.02.2010 г.-12.07.2010
Kravcuk SA — Ljahovskij A
1.cb4 fg5 2.bc3 gh4 3.ab2 bc5 4.ef4 ab6 5.ba5 ef6 6.fe5 f:d4 7.c:e5 d:f4 8.g:e5 hg5   9.fg3 h:f2 10.g:e3 gh4 11.ef4 hg3 12.fg5 gf2 13.e:g3 gf6 14.g:e7 d:d4 15.gh4 hg7 16.hg3 gf6 17.gf4 de3 18.fe5 f:d4 19.d:f4 dc3 20.b:d4 c:g5 21.h:f6 bc5 22.cd2 cd4 23.dc3 d:b2 24.a:c1 ba7 25.cd2 ab6 26.de3 bc5 27.ef4 cd4 28.fg5 dc3 =